# Ayano Shibuki
Ayano Shibuki (en japonès 渋木 綾乃 Shibuki Ayano; Nagano, 29 de març de 1941) va ser una jugadora de voleibol japonesa que va competir durant la dècada de 1960.
El 1964 va prendre part en els Jocs Olímpics de Tòquio, on guanyà la medalla d'or en la competició de voleibol.